# Estanislao López
El brigadier general Estanislao López (Santa Fe, 22 de novembre de 1786 - id. 15 de juny de 1838) va ser un cabdill i militar federal argentí, Governador de la província de Santa Fe entre 1818 i 1838.

## Infància i joventut
Va néixer a Santa Fe el 22 de novembre de 1786, fill extramatrimonial d'un oficial de milícies anomenat Juan Manuel Roldán Ávila amb María Antonia López Isaurralde, i va ser batejat amb el cognom matern, López. Educat a l'escola franciscana d'aquesta ciutat, va marxar als 15 anys a lluitar contra els indis del Chaco a ordres del seu pare.
Va participar amb el grau de sergent a l'expedició al Paraguai sota el comandament de Manuel Belgrano. Va ser capturat a la batalla de Paraguarí i en acabar la contesa va ser conduït presoner des d'Asunción a un buc enfront de Montevideo. La llegenda afirma que es va escapar nedant i es va incorporar a l'exèrcit assetjador d'aquesta ciutat. Va tornar més tard a Santa Fe amb el càrrec d'alferes.
Va lluitar contra els cabdills federals d'Entre Ríos al Combat de l'Espinillo i fou fet presoner. Aquest fet el va permetre conèixer al cabdill José Artigas, i assumir els ideals federals que aquest defensava.

## Les seves primeres incursions com a cabdill
L'any 1816, amb el càrrec de tinent, va aparèixer com a cap del primer esquadró de Blandengues de Santa Fe, durant la revolució per la qual la seva província es va separar de la de Buenos Aires. Sota el comandament del comandant Mariano Vera, va tenir una actuació destacada obligant a rendir-se a l'exèrcit porteny de reconeixement, a les ordres del general Juan José Viamonte. Després d'aquest fet va ser ascendit a capità i va ser nomenat cap de la frontera nord de Santa Fe.
Poc després, el comandant Vera, amb el decisiu ajut del capità López, va rebutjar de Santa Fe a un nou exèrcit porteny a las ordres del general Eustoquio Díaz Vélez. Va ser nomenat tinent coronel i comandant d'armes de la província, i l'any següent inicià una victoriosa expedició contra els indis chaquenys al nord de la seva província.
Quan, el 15 de juliol de 1818, el governador Vera va ser deposat per l'oposició dels seus propis aliats, la ciutat va quedar indefensa. En aquestes circumstàncies, López va entrar el 23 de juliol a la capital provincial i va assumir com a governador de fet; unes setmanes més tard fou reconegut com a titular pel cabildo local.
Durant el govern de Vera, el Director Suprem Juan Martín de Pueyrredón havia deixat en pau a Santa Fe. Però quan va assumir López, va organitzar una invasió a la província. Al setembre d'aquest any va iniciar l'atac en dos fronts: des de Córdoba, al comandament del coronel Juan Bautista Bustos, i des del sud un poderós exèrcit, comandat pel general Juan Ramón Balcarce.
L'estratègia de López era adequada a la seva inferioritat numèrica i d'armament: desgastar a l'enemic amb atacs continus de tropes que fugien de seguida. La seva tàctica de batalla consistia a fer servir parelles de genets, amb armes de foc: un d'ells disparava les seves armes a peu, mentre l'altre li sostenia el cavall; de seguida carregaven amb les seves llances.
López va atacar primer a Bustos a Fraile Muerto (actual Bell Ville, província de Córdoba), deixant-lo sense cavalls. I de seguida va retrocedir cap a la seva província. Allí Balcarce, malgrat la resistència imposada per les guerrilles deixades per López, va avançar i va ocupar successivament Rosario, San Lorenzo i Coronda. López, conscient d'això, va intentar defensar la línia de defensa del Riu Salado, però va ser desbordat al Combat del Paso de Aguirre per les disciplinades forces invasores. López va fugir al nord i Balcarce va ocupar sense resistència una deserta Santa Fe, enviant la seva cavalleria en persecució dels santafesins, que la van derrotar en el combat de Monte Aguiar. Després d'això, López va començar una guerra de recursos obligant a Balcarce a tancar-se a la capital provincial. Després de tantes vicissituds, Balcarce va ser obligat a retrocedir fent contínues marxes i contramarxes, acabant amb els seus cavalls i homes, i obligant-ho finalment a retirar-se a San Nicolás de los Arroyos.
Però Pueyrredón no es va donar per vençut; va enviar a Viamonte a un segon atac i va reforçar a Bustos. Una vegada més, López va atacar primer a Bustos, a qui es va enfrontar a la batalla de la Herradura, que va acabar sense un clar guanyador. Després va atacar i va vèncer a les forces de Viamonte al Combat de Barrancas i després el va assetjar a la vila de Rosario. Trobant-se allà es va assabentar que el general José de San Martín es queixava que la seva campanya al Perú podia veure's detinguda si obligaven a l'Exèrcit dels Andes a retrocedir fins a Santa Fe, com pretenia Pueyrredón. Alarmat, li va lliurar la carta a Viamonte, urgint-lo a iniciar negociacions de pau, perquè no es perdés la guerra exterior per una d'interior.
De manera que va signar amb el Directori l'armistici de San Lorenzo el 12 d'abril de 1819, amb el qual va aconseguir un breu respir, encara que sense resoldre la qüestió de fons. Mentrestant, López va fer sancionar la constitució provincial de Santa Fe, la primera del país.
Poc després se sancionava la constitució unitària, que va ser rebutjada per les províncies federals.

## Cepeda i el Tractat del Pilar
El nou director suprem, José Rondeau, va decidir continuar amb l'estratègia de Pueyrredón, i va demanar ajuda a les forces de Portugal, que ocupaven la Banda Oriental, per esclafar les províncies federals de Corrientes i Entre Ríos, encara que feliçment el governador portuguès no va voler comprometre's.
Nominalment, López era un subordinat d'Artigas. Artigas li va ordenar atacar Buenos Aires, enviant en la seva ajuda al cabdill Francisco Ramírez, d'Entre Ríos. Amb ell venia també Carlos María d'Alvear, l'exgovernant unitari, però que pensava utilitzar als federals per recuperar al poder a Buenos Aires, també José Miguel Carrera, que intentava tornar a Xile a prendre novament el govern, i Pedro Campbell, un marí irlandès que comandava les forces correntines.
Com de costum, Rondeau va cridar en el seu auxili a l'Exèrcit del Nord, però aquest es va negar a seguir la guerra civil al motí d'Arequito i va tornar a Córdoba. De manera que el Directori va quedar sol enfront dels federals, que el van derrotar en la batalla de Cepeda, l'1 de febrer de 1820.
En els dies següents va desaparèixer el Directori i el Congrés, i la província de Buenos Aires va reconèixer la seva igualtat amb les altres. Poc després es va signar el Tractat del Pilar entre Buenos Aires, Santa Fe i Entre Ríos. Però la notícia de la derrota d'Artigas a la batalla de Tacuarembó va condicionar el seu text, que deixava sense l'esperada ajuda al cabdill oriental.
Amb aquest tractat es va establir fugaçment la pau entre els federals i Buenos Aires, i López va tornar a la seva província.

## El final de la primera guerra civil
Buenos Aires va quedar sumida en l'anarquia i a mitjan any estaven de retorn diversos partidaris del Directori, (en el futur anomenats unitaris) a més de que la excapital no havia complert el Tractat del Pilar. López va envair novament Buenos Aires i va derrotar el governador Miguel Estanislao Soler a la batalla de la Cañada de la Cruz. Però els portenys van reaccionar eficaçment, conduïts per Manuel Dorrego; aquest va contraatacar i va derrotar Alvear i Carrera a San Nicolás, i López a Pavón. Però el santafesí va reaccionar i el va derrotar completament a la sagnant Batalla de Gamonal.
Va signar un nou pacte amb Buenos Aires, el Tractat de Benegas, de 24 de novembre de 1820, que establia una nova pau. López va aconseguir una indemnització per les invasions portenyes que la seva província havia patit, que el coronel Juan Manuel de Rosas es va encarregar de pagar puntualment. El garant del nou tractat era el governador cordobès Bustos, el seu antic enemic.
El nou tractat deixava de costat a Ramírez, que va decidir atacar Buenos Aires. Va començar el seu atac a l'abril de 1821, atacant simultàniament la ciutat de Santa Fe i Coronda; però el coronel Lucio Norberto Mansilla va trair a Ramírez i el va deixar sol enfront dels portenys i santafesins a Coronda. Allà va aconseguir vèncer en dues batalles, per ser finalment derrotat pel governador López. D'allí, Ramírez va marxar a atacar a Bustos, però va ser novament derrotat en dues noves batalles. Mentre escapava va ser atrapat i mort per una partida de soldats de López a les proximitats de Villa María del Rio Seco (nord de Córdoba). El seu cap li seria enviat a López, que el va fer embalsamar i el va exhibir durant un temps en una gàbia de ferro.
Així acava la «guerra dels set anys», un llarg període de patiment per Santa Fe.

## Anys de pau
Durant els anys següents, López va governar la seva província en pau, assegurat pel Tractat del Quadrilàter. Durant aquests anys van estar al seu servei com a ministres els futurs governadors Domingo Cullen i Pascual Echagüe. La província va aconseguir millorar ràpidament la seva economia ramadera i comercial.

Quan el general San Martín tornava de la seva expedició al Perú, tement ser arrestat pel govern porteny per haver-se negat a defensar-lo dels cabdills federals el 1820, López li va escriure 
| « | Estaré al Desmochado amb la meva província en massa per dur-lo fins a la Plaza de la Victoria. | » |

Va donar suport a la Guerra del Brasil, i va dirigir la campanya sobre les Misiones Orientales; però davant la negativa de Fructuoso Rivera de sotmetre's, va deixar que aquest la conclogués reeixidament.
Després del fracàs del Congrés General de 1824, per la infame pau que va pactar el ministre del president Bernardino Rivadavia amb l'Imperi del Brasil, es va reunir a Santa Fe una Convenció Nacional de representants de les províncies, que va nomenar a López cap de l'exèrcit federal i a Dorrego (novament governador de Buenos Aires, ara al bàndol federal, encarregat de les relacions exteriors.

## Una altra vegada la guerra
Al desembre de 1828, el general unitari Juan Lavalle va enderrocar i feu afusellar al governador Dorrego. En resposta, López y Rosas es van aliar i el van derrotar en la batalla de Puente de Márquez. A continuació, Rosas va assetjar a Lavalle a Buenos Aires i el va obligar a renunciar; a finals d'any, Rosas assumi el govern i la representació nacional.
Al 1830, l'amenaça de José María Paz com a líder de la Lliga Unitària feu que les províncies del litoral subscriguessin, el 4 de gener de 1831, el Pacte Federal. Aquest, era una aliança militar, però seria també la base per a les relacions interprovincials durant dues dècades.
López i Rosas van atacar a Paz a Córdoba: al sud, els portenys van derrotar els unitaris a la batalla de Fraile Muerto, mentre al nord, López atacava contínuament sense presentar batalla. Paz va intentar forçar-ho a una batalla oberta, i quan estava inspeccionant el front va ser fet presoner per les forces de López.
La guerra va acabar gairebé sense combatre: Córdoba va passar a ser governada pels germans Reynafé, aliats de López, i Facundo Quiroga acabaria amb la Lliga Unitària a la batalla de la Ciudadela. Les províncies van quedar sota l'hegemonia de López, Quiroga i Rosas. Amb suport de López, el govern d'Entre Ríos va ser assumit per Pascual Echagüe.
La derrota de Paz va donar a López la seva oportunitat política per intentar complir la crida a una Comissió Representativa, com deia el Pacte Federal, per establir una Constitució Nacional; però tant Rosas com Quiroga es van oposar decididament a això. López va aconseguir situar governadors aliats a les províncies d'Entre Ríos, Córdoba i Santiago del Estero, però aquests es van identificar progressivament amb Rosas. De manera que López va anar passant a un segon pla en la política nacional.

## Darrers anys
Els anys següents van ser pacífics per a López, encara que va haver de combatre contra els indígenes del nord de la seva província i amb els ranquels del sud-oest.
El 1833, amb la presa de les illes Malvines, Santa Fe va rebutjar mitjançant un comunicat la usurpació. Tot i que en decadència, el brigadier general López es va mantenir com una de les grans figures del Federalisme i la Confederació Argentina. Es va convertir en bandera dels federals que no van voler sotmetre's a Rosas, però li van faltar recursos per fer-li front.
A principis de 1835 va ser assassinat Quiroga per ordre dels Reynafé. Aquest fet, tal vegada planejat per augmentar el seu poder, va acabar per fer-li perdre prestigi i influència. Les províncies de Córdoba i Entre Ríos van quedar en mans de governadors que només reconeixien a Rosas com el seu cap. Però López ja estava al marge dels fets, ja que l'avanç de la tuberculosi li impedia sortir, tret de comptades ocasions, de casa seva.
Al produir-se el bloqueig francès al Riu de la Plata el 1838, López va comissionar a Domingo Cullen, el seu ministre, davant Rosas, per obtenir un apropament entre aquest i el cap de la flota francesa. Pero l'enviat va intentar pactar amb el cap de l'esquadra bloquejadora, traient a Rosas les relacions exteriors.
Estanislao López, el patriarca de la federació, va morir a Santa Fe al juny de 1838. El dol per la seva mort va durar un mes i Santa Fe va ser escenari del major festeig fúnebre de la seva història.
La mort de López va deixar les intrigues de Cullen en res, i portarien a aquest a la mort a les mans de Rosas, i a l'augment de les guerres civils al país.
El seu germà, Juan Pablo López, heretaria part del seu prestigi i seria diverses vegades governador de Santa Fe. El més conegut dels seus fills va ser el coronel Telmo López, especialment notable per haver combatut a l'Exèrcit del Paraguai durant la Guerra de la Triple Aliança.